# David Greenwood
Pour les articles homonymes, voir Greenwood.
David Murphy-Kasim Greenwood (né le 27 mai 1957 à Lynwood (Californie) et mort le 8 juin 2025 à Riverside (Californie)) est un joueur américain de basket-ball qui passe douze saisons en NBA de 1979 à 1991.

## Carrière
Intérieur issu de l'UCLA, David Greenwood joue pour les Chicago Bulls, les San Antonio Spurs, les Denver Nuggets et les Detroit Pistons. Il est sélectionné au deuxième rang de la draft 1979. Les Chicago Bulls perdent le premier choix face aux Los Angeles Lakers, qui sélectionnent le futur Hall of Famer Earvin « Magic » Johnson avec le premier choix de draft.
Il apparaît à la télévision dans la série Land of the Lost.